# Малый Краснопрудный тупик
Ма́лый Краснопру́дный тупи́к — небольшая улица в центре Москвы в Красносельском районе между железнодорожными линиями Ярославского направления и Большим Краснопрудным тупиком.

## Происхождение названия
В XV—XIX веках здесь располагалось Красное Село, при котором был Красный пруд, ранее называвшийся Великим. В начале XX века пруд был спущен, на его месте началась городская застройка, в ходе которой и возникли Большой и Малый Краснопрудные переулки. В 1938 году Малый Краснопрудный переулок был переименован в тупик.

## Описание
Малый Краснопрудный тупик начинается вблизи железной дороги Ярославского направления, проходит на северо-восток, затем поворачивает под прямым углом на юго-восток и выходит на Большой Краснопрудный тупик.

## Здания и сооружения
- дом 1, строение 1 — Комплексный центр социального обслуживания «Красносельский».

## См.также
- Краснопрудная улица
- Большой Краснопрудный тупик